# John Pius Boland
Pour les articles homonymes, voir Boland (homonymie).
Cet article possède un paronyme, voir John Boland.
John Pius Boland, né le 16 septembre 1870 à Dublin et mort le 17 mars 1958 à Westminster (Londres), est un homme politique nationaliste irlandais, membre du Parlement du Royaume-Uni de Grande-Bretagne et d'Irlande. Il est également joueur de tennis, remportant les deux premiers titres olympiques dans ce sport, en simple et en double, lors des Jeux d'Athènes de 1896.

## Biographie
John Mary Pius Boland, est né au 135 Capel Street à Dublin, issu d'une riche famille contrôlant la plus importante société de boulangerie et de minoterie de la ville, la Boland's Bakery (en). Il devient orphelin à l'âge de 12 ans après la mort de sa mère. Il est placé avec son frère et ses cinq sœurs sous la tutelle de son oncle Nicholas Donnelly (en), évêque de Dublin. Ses parents adoptifs lui enseignent le tennis. Il pratique également le cricket, le rugby, le football et le golf.
Boland reçoit une formation religieuse à la Catholic University School de Dubin et à la Oratory School d'Edgbaston à Birmingham. Il a ensuite entreprit des études de droit à l'université de Londres dont il sort diplômé en 1892, puis de mythologie grecque au Christ Church d'Oxford. Il a poursuivi ses études jusqu'en 1896 à l'université de Bonn en Allemagne.
En 1894, Boland invite à l'Oxford Union l'une de ses connaissances, Konstantinos Mános, qui lui présente le projet de réintroduction des Jeux olympiques. Très enthousiaste, il décide de se rendre à Athènes afin d'assister aux compétitions en tant que simple spectateur. Il quitte Bonn en mars 1896 et commence à tenir un journal dans lequel il livre un récit de son épopée olympique. Invité en Grèce par Konstantinos, son père Thrasývoulos Mános, membre du comité organisateur, le persuade de s'inscrire au tournoi de tennis alors qu'il n'a presque jamais disputé de compétitions (il s'agit de la version la plus répandue, cependant, dans son journal découvert en 1994, Boland se serait inscrit sur les recommandations de Dionýsios Kásdaglis, ce dernier déplorant le manque de joueur dans le tableau de tennis).
Il parvient à se procurer le matin de son premier match une raquette et des vêtements adaptés mais doit jouer avec ses chaussures de ville. Boland parvient toutefois à gagner tous ses matchs, l'emportant sur l'Allemand Friedrich Traun, puis les Grecs Rállis et Paspátis et le Gréco-Britannico-Égyptien Kásdaglis lors de la finale. Il participe au double messieurs en faisant équipe avec Traun, dont le partenaire initial s'est blessé, et ils remportent ensemble le tournoi, battant en finale la paire Petrokókkinos - Kásdaglis.
Lors de la levée des drapeaux en honneur à leur victoire en double, Boland aurait fait remarquer qu'il était irlandais alors que l'on hissait l'Union Flag ; les officiels auraient alors accepté de préparer un drapeau irlandais.
Admis au barreau des avocats en 1897, John Boland devient membre du Parlement du Royaume-Uni en 1900. Représentant l'Irish Parliamentary Party, il est réélu à trois reprises dans la circonscription du sud du comté de Kerry jusqu'en 1918. Membre de la commission de fondation de l'Université Nationale d'Irlande en 1908, il exerce à partir de 1926 et pendant 21 ans en tant que secrétaire général du Catholic Truth Society (en).
À la fin de sa vie, il est fait Chevalier de l'Ordre de Saint-Grégoire-le-Grand en reconnaissance de son travail dans le domaine de l'éducation. Fervent défenseur de la langue irlandaise, il meurt le 17 mars 1958, jour de la Saint-Patrick. Il est le père de sept enfants, dont la scénariste et dramaturge Bridget Boland et la femme politique Honor Crowley (en), membre du Fianna Fáil.

## Palmarès

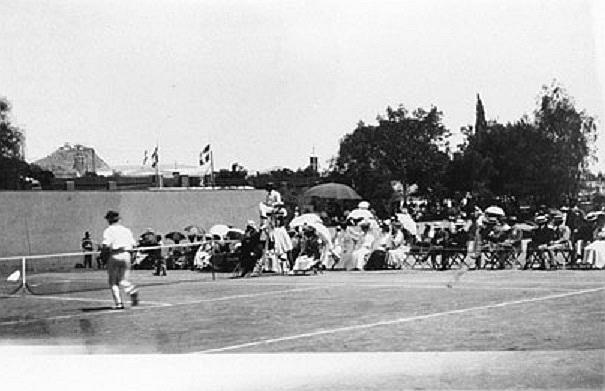
Rencontre entre John Boland et Dionýsios Kásdaglis (Athens Lawn Tennis Club)

- Tennis aux Jeux olympiques de 1896 à Athènes :
  -  Médaille d'or en simple.
  -  Médaille d'or en double messieurs avec Friedrich Traun.

## Publications
- Heiner Gillmeister, From Bonn to Athens - Single and Return: The Diary of John Pius Boland, Olympic Champion Athens 1896, 2008, 310 p.
- John Pius Boland, Irishman's day: A day in the life of an Irish M.P, Macdonald, 1944, 173 p.